# Filbert Felician Mhasi
Filbert Felician Mhasi (ur. 30 listopada 1970 w Biro) – tanzański duchowny katolicki, biskup diecezjalny Tunduru-Masasi od 2019.

## Życiorys
Święcenia kapłańskie otrzymał 3 lipca 2001 i został inkardynowany do diecezji Mahenge. Przez kilka lat pracował w niższym seminarium jako m.in. wicerektor, ekonom i rektor. W 2014 otrzymał nominację na proboszcza parafii katedralnej, a rok później został także dyrektorem przykatedralnej szkoły oraz diecezjalnym kierownikiem stowarzyszenia kapłańskiego UMAWATA.
8 grudnia 2018 papież Franciszek mianował go biskupem diecezjalnym Tunduru-Masasi. Sakry udzielił mu 17 lutego 2019 kardynał Polycarp Pengo.